# Токио Верди
Токио Верди е японски футболен клуб. Най-успешният отбор в страната, спечелил общо 25 трофея, включително 7 титли на Япония, 5 купи на Императора, 6 купи на Лигата и Азиатската шампионска лига.

## История
Отборът е основан през 1969 г. под името „Йомиури“ и е собственост на едноименния вестник. За първи път играе в елитната дивизия на Японската футболна лига през 1978 г., а на следщата година печели Купата на Лигата. През 80-те години клубът се превръща в един от най-силните в Япония и печели няколко титли и купи, а през 1987 г. печели Азиатската шампионска лига. През 1990 и 1991 г. Йомиури печелят последните две титли на Японската футболна лига, преди първенството да е разформировано и на негово място да е създадена Джей Лигата.
През 1992 отборът се премества в град Кавазаки и се приеменува на „Верди Кавазаки“. Верди печелят първите 2 титли на Джей Лигата и три купи на новосъздаденото първенство. В състава личат имената на Казуйоши Миура, Руй Рамос и Цуйоши Китазава. До средата на 90-те години Верди са пълен доминант в местния шампионат, но след като Йомиури продават клуба, Верди се превръщат в средата на таблицата.
През 2001 г. отборът се завръща в Токио и носи настоящото си име – Токио Верди. Завръщането в столицата на помага на тима да се върне към предишната си слава и печели само една Купа на Императора през 2004 и Суперкупа на Япония през 2005. През 2006 Верди изпадат във Втора дивизия на Япония, където играе и до днес.

## Успехи
- Японска футболна лига – 1983, 1984, 1986–87, 1990–91, 1991–92
- Джей Лига – 1993, 1994
- Купа на Лигата – 1979, 1985, 1991, 1992, 1993, 1994
- Купа на Императора – 1984, 1986, 1987, 1996, 2004
- Суперкупа на Япония – 1984, 1994, 1995, 2005
- Азиатска Шампионска лига – 1987

## Известни играчи
- Казуйоши Миура
- Руй Рамос
- Цуйоши Китазава
- Йоичи Дой
- Патрик Мбома
- Едмундо
- Вашингтон
- Хълк